# Aktivirajući protein GTPaze
Aktivirajući proteini GTPaze, ili GAP, ili ubrzavajući proteini GTPaze su familija regulatornih proteina čiji članovi imaju sposobnost aktiviranja G proteina i stimulisanja njihove GTPazne aktivnosti, što rezultuje u prekidu signalnog događaja.
GAP proteini posreduju uključivanje i isključivanje G proteina. Prelaz iz aktivne GTP-vezane forme G proteina u neaktivnu GDP-vezanu formu se ostvaruje hidrolizom, putem unutrašnje aktivnosti GTPaze. To može biti vraćeno (ponovno uključivanje G proteina) putem faktora razmene guanin nukleotida (GEF). Samo aktivno stanje G proteina može da prenese signal do reakcionog lanca.
Sposobnost GAP proteina da isključe G proteine zavisi od njihove lokalne koncentracije u ćeliji, i od stanja njihove aktivnosti. Oba proteina su često regulisana sa jednim i više signalnih puteva, i modifikuju se vezivanjem regulatornih proteina, specifičnih lipida, ili fosforilacijom.

## Literatura
- Gerhard Krauss (2008). Biochemistry of signal transduction and regulation. Wiley-VCH. стр. 235—. ISBN 9783527313976. Приступљено 15. 12. 2010.[мртва веза]

## Spoljašnje veze
- GTPase-Activating+Proteins на 